# 로베르토 칼비
로베르토 칼비(Roberto Calvi, 1920.4.13~1982.6)는 이탈리아 앰브로시아노 은행장이었으며 1982년 6월18일 런던의 블랙 프리어즈 다리에서 목을 매 숨진 채 발견됐다. 칼비의 죽음은 바티칸 교황청과 마피아의 연루 사실을 폭로시켜 큰 충격을 일으켰으며 유럽 사회에서 ‘20세기 최고 미스터리’중 하나로 불리며 회자돼왔다.

## 칼비 살해 사건
애초 칼비의 죽음은 영국 경찰에 의해 단순 자살로 처리됐었다. 그러나 가족들의 지속적인 요구에 의해 실시된 2002년 부검에서 사망 전 목이 졸린 흔적이 드러나면서 사건은 살인사건으로 변모했다.
재조사가 이뤄지자 옥스포드대학 마이클 더멧 교수는 칼비의 죽음에는 바티칸 시국과 마피아가 연관돼 있다고 주장하고 나섰다.
마이클 교수에 따르면 1978년 칼비는 마피아로부터 자금을 끌어들였고 14억달러, 4조원에 해당하는 돈을 룩셈부르크의 회사에 돈을 대출해줬다. 그러나 그 회사는 유령회사였고 결국 마피아의 돈세탁을 도운 방코암브로시아노는 1982년 35억달러 상당의 손실을 보며 파산을 했다. 이 은행의 최대 주주인 바티칸은행의 수장인 폴 마싱커스 추기경은 기소됐다.

칼비가 죽기 1년 전 그는 사기 배임 등의 다양한 혐의로 기소됐다가 검찰조사에 적극 협조할 것을 약속하고 보석으로 풀려났다.
그는 앰브로시아노 은행에 재직할 당시 바티칸의 신용보증을 담보로 라틴아메리카에 있는 몇 개 유령회사에 13억달러를 대출해 줬으나 돈이 온데간데 없이 사라진 사건도 있었다.
칼비는 은행 파산 2주전 교황에게 보내는 편지에서 “상상할 수 없을 정도의 재앙이 불어 닥칠 것이며 교회(교황청)가 가장 심각한 피해를 입을 것”이라고 썼다. 교황청이 이탈리아내 불법 자금 거래에 연결돼 있다고 시사하는 대목이다.
칼비의 살인사건에 대한 다양한 추측 중에서도 그가 돈세탁과 관련된 비밀을 검찰에 폭로할 것을 두려워한 마피아의 소행이라는 주장과 바티칸이 비밀유지를 위해 살해한 것이라는 두가지 주장이 힘을 얻고 있다. 이에 바티칸은 터무니 없는 음모론에 불과하다고 일축했다.

## 칼비 살해 사건 재판
2005년 10월, 드디어 이탈리아 국민의 관심이 집중된 가운데 ‘세기의 재판’으로 불리는 칼비 살해사건 재판이 시작됐다.
검찰은 칼비의 사망사건과 관련해 이탈리아 마피아 피포 칼로와 칼비의 동료사업가였던 플라비오 카르보니, 옛 여자친구 마누엘라 클레인즈 등 5명을 지목했다.
검찰 측은 마피아의 돈세탁 업무를 담당한 칼비가 마피아 일부 자금을 빼돌렸을 뿐만 아니라 자신의 부패혐의를 벗기 위해 마피아의 비밀을 폭로하려고 했으며 이를 두려워한 시칠리아 마피아 조직 ‘코사 노스트라’의 회계담당자 피포 칼로가 살해를 지시했고 칼비의 운전사와 동료 사업가들이 이를 실행에 옮겼다고 주장했다.
그러나 재판부는 “마피아인 칼로뿐만 아니라 나머지 피고인도 칼비 전 행장을 살해했다고 여길 만한 충분한 증거가 없다”고 판시하며 무죄를 선고했다. 결국 칼비의 죽음은 타살로 밝혀졌지만 끝내 범인은 알아내지 못했다.

## 같이 보기
- 오를란디 실종사건